# Sparlösa
Sparlösa är en kyrkby i Sparlösa socken i Vara kommun. Mellan 2015 och 2020 samt från avgränsade SCB här en småort.